# 張茂頤
張茂頤（16世紀—1631年），字元貞，號紫坡，江西臨江府新喻縣人，明朝政治人物。

## 生平
張茂頤是張一作之孫，知縣張啟宗之子，萬曆二十八年（1600年）庚子科應天鄉試第三十一名舉人，同年父親為江西鄉試舉人。天啟二年（1622年）壬戌科二甲第四十三名進士。工部觀政，四年（1624年）授工部屯田司主事，監督易州山廠，看到當地商業蕭條，提出改變炭價舒緩民困。六年（1626年）朝廷缺員，然而魏忠賢黨羽厭其不附，僅陞工部虞衡司員外郎，七年（1627年）陞郎中，同年任丁卯科廣東鄉試正考官，在儀式演說中不諂媚魏忠賢。
崇禎元年（1628年）出為廣東布政使司參政、兵備高廉，在當地禮士愛民，多次集結文人校對文集，刻有《高涼人文集》，其時海寇李魁奇入侵電白縣，他立刻移節捍禦，賊人最終逃走。四年（1631年）遷浙江按察司副使、分巡寧紹海，負責籌備兵餉，當年冬至朝參在晚上渡河時暴卒，死後貧窮得無法殮葬，縣人晏日啟時任浙江布政使司右參政，帶領僚屬協助治喪回鄉。著有《司爟火政志》、《大炭審編錄》、《撫松軒雜抄》、《高涼條議》、《視海條議》、《帶山房文稿》等作品藏於家。